# Kbelnice
Kbelnice är en ort i Tjeckien. Den ligger i den centrala delen av landet, 80 km nordost om huvudstaden Prag. Kbelnice ligger 282 meter över havet och antalet invånare är 143.
Terrängen runt Kbelnice är platt åt sydväst, men åt nordost är den kuperad.Runt Kbelnice är det ganska tätbefolkat, med 65 invånare per kvadratkilometer. Närmaste större samhälle är Jičín, 2,0 km söder om Kbelnice. I omgivningarna runt Kbelnice växer i huvudsak blandskog.